# کانون نشر حقایق اسلامی
کانون نشر حقایق اسلامی در سال ۱۳۲۰. ش، توسط استاد محمدتقی شریعتی، به منظور مقابله با ایدئولوژی‌های نوین همچون مارکسیسم و کسرویگرایی که در مشهد از مقبولیت بیشتری برخوردار شده بود، آغاز به کار کرد. این امر به کمک نشر حقایق اسلام و زدودن خرافات و پیرایه از اسلام که به‌ویژه در مشهد بیش از شهرهای دیگر خود نمایی می‌کرد و منجربه گرایش جوانان تحصیل کرده به ایدئولوژی‌های نوین شده بود، انجام گرفت. ایدئولوژی‌های که به اعتقاد او می‌توانست عواقب سیاسی و فرهنگی مخربی برای ایران و ایرانی رقم زند. در نتیجه او می‌کوشید با ارایهٔ شیوه جدید و شکستن قالب‌های سنتی فاصله میان دین و نسل جدید را کاهش داده سپس با پرداختن به ابعاد مختلف مذهب به برداشت‌هایی اجتماعی، سیاسی، هنری و… از آن دست یابد تا کارامدی دین را در دنیای جدید به جوانان بیاموزد. بدین طریق اجتماعی که گرد او جمع آمدند مرکب از اقشار مختلف و متضادی بودند که به هدف پرداختن به حقایق اسلام، کانون نشر حقایق اسلامی را تشکیل دادند.
این اجتماع برحسب نیاز زمانه برخاسته از مذهب، فرهنگ، سنت با آگاهی از علوم جدید و عقاید و ایدئولوژی‌های نوین شکل گرفت و موفق شد که از سویی اعتماد قشر سنتی جامعه را به خود جلب کرده و از سوی دیگر با نقد و بررسی ایده‌های جدید رد یا قبول اندیشه‌های نوین قشر روشنفکر و متجدد را نیز به خود جذب کند. پس از سه سال (۱۳۲۳. ش) اجتماع کانون نشر حقایق اسلامی از شکل سیار به اجتماعی با مکانی مشخص با تدوین اساسنامه با نام کارنامه به ثبت رسید. کارنامه با جهان بینی مذهبی استاد شریعتی تدوین شده بود و به تعالیم اخلاقی و تربیتی و مسؤلیت‌های شخصی اعضاء می‌پرداخت. اعضاء کانون مهره‌های تشکیلاتی تابع هستهٔ مرکزی یا رهبران مذهبی یا حزبی به حساب نمی‌آمدند، آنها افراد مستقلی بودند که می‌توانستند به جمعیتها یا احزاب سیاسی که در مواضع سیاسی هم سو با کانون بود، همکاری کنند و به عضویت آنها در آیند، احزابی همچون نهضت مقاومت ملی، جبهه ملی دوم، خداپرستان سوسیالیست، نهضت آزادی از جمعیتها یا احزابی بودند که اغلب اعضای کانون در آنها فعالیت می‌کردند.
در دوره استبداد پس از کودتای ۲۸ مرداد با بسته شدن کانون و ایجاد شرایط سخت حتی برای فعالیت‌های فرهنگی، گروهی از اعضای کانون در شاخه دانشجویی در اعتراض به بی‌ثمر بودن فعالیت‌های فرهنگی از کانون جدا شدند و به تأسیس سازمان چریکهای فدایی خلق با مشی مسلحانه روی آوردند. کانون تا سال ۱۳۴۲ کج دارو مریز به فعالیت خود ادامه داد اما در این سال به دستور ساواک بسته شد. در سال ۱۳۴۵ با گشایش حسینیه ارشاد در تهران از استاد محمدتقی شریعتی برای ادامه فعالیت در حسینه ارشاد دعوت به عمل آمد در این زمان اغلب فعالین کانون در آنجا به فعالیت‌های خود ادامه دادند.
با پیروزی انقلاب بار دیگر کانون در مشهد گشایش یافت اما طولی نکشید که با هجوم گروهی از مخالفین با شکستن و تهدید و تخریب کانون و کانونیان تا پایان دهه هفتاد شمسی بسته ماند و اغلب فعالین آن در زندان بسر بدند. در دهه هشتاد بار دیگر عده‌ای از اعضا دور هم جمع شدند و در فقدان استاد شریعتی برای مدت کوتاهی به پاره‌ای فعالیتها در بنیاد به همان سبک ادامه دادند.